# Scythia (Schiff, 1921)
Die Scythia (II) war ein 1921 in Dienst gestelltes Transatlantik-Passagierschiff  der britischen Reederei Cunard Line, das als Royal Mail Ship im Passagier- und Postverkehr zwischen Großbritannien und den Vereinigten Staaten eingesetzt wurde. Sie diente als Transportschiff im Zweiten Weltkrieg und wurde 1958 abgewrackt.

## Frühe Jahre als Passagierdampfer
Nach den schweren Verlusten im Ersten Weltkrieg beschloss die Cunard Line nach Kriegsende ein umfangreiches Aufbauprogramm. Dabei sollten eher mittelgroße, etwa 19.000 BRT große Liner gebaut werden und nicht mehr Ozeanriesen, wie sie die Reederei zuvor betrieb. Dabei wurden Schiffsnamen vergeben, die in der Cunard-Flotte schon vorgekommen waren. Das erste dieser Schiffe, das fertiggestellt wurde, war die 19.730 BRT große Scythia, mit deren Bau 1919 begonnen wurde. Sie entstand in der englischen Hafenstadt Barrow-in-Furness bei der Werft Vickers Ltd., die wenige Jahre später Teil des Unternehmens Armstrong-Whitworth & Co., Ltd. wurde.

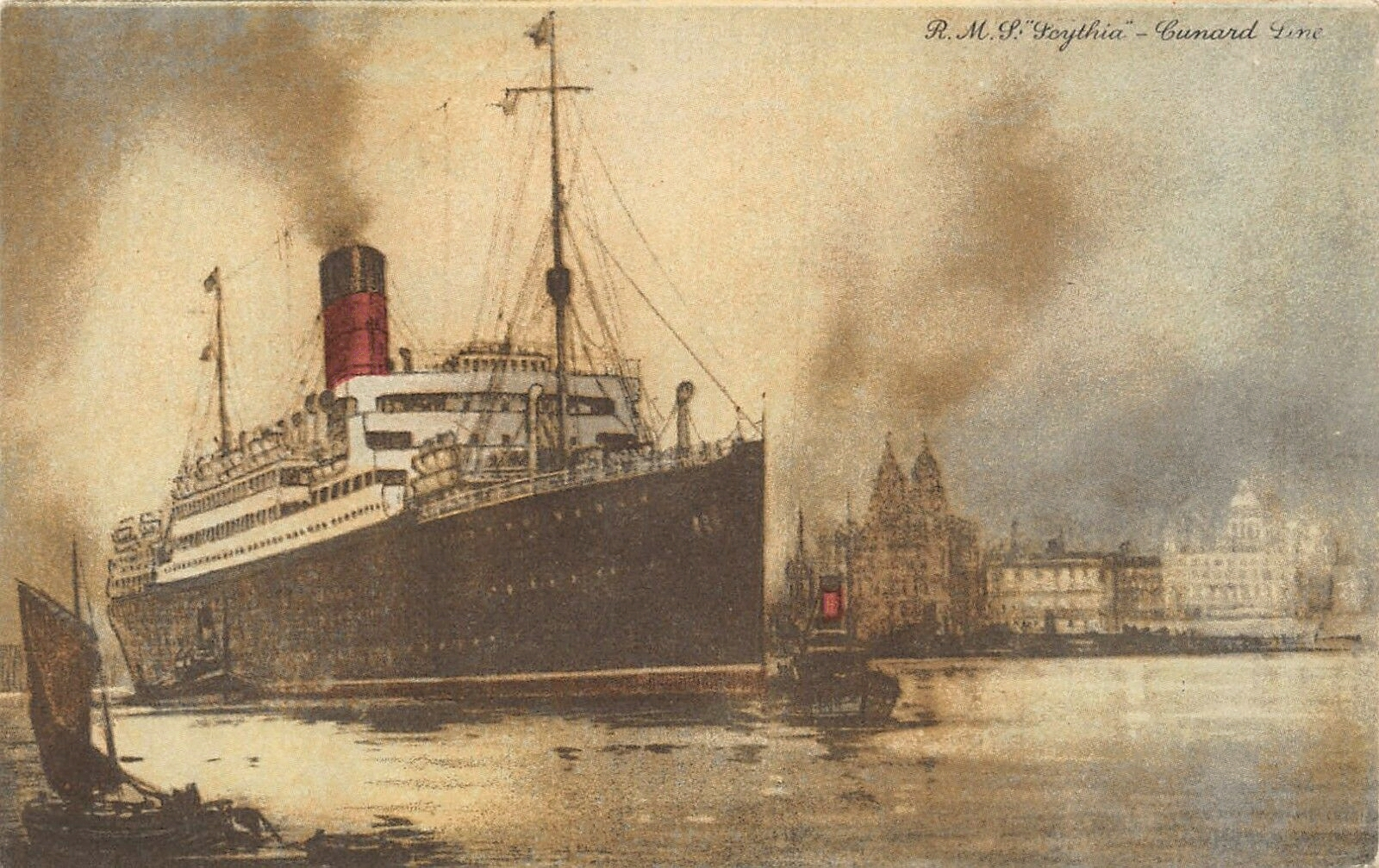
Die Scythia am Pier Head in Liverpool (Postkarte, 1930).

Das 190,19 Meter lange und 22,49 Meter breite Schiff wurde von sechs Dampfturbinen angetrieben, die auf zwei Propeller wirkten, 12.500 WPS leisteten und eine Geschwindigkeit von 16 Knoten (29,6 km/h) gewährleisteten. Es konnten 350 Passagiere der Ersten, 350 der Zweiten und 1500 der Dritten Klasse befördert werden. Das aus Stahl gebaute Schiff hatte zwei Masten und einen Schornstein. Die Scythia hatte zwei Schwesterschiffe, die Laconia (II) (19.680 BRT), die bei Swan Hunter gebaut wurde, und die Samaria (II) (19.602 BRT), die bei Cammell, Laird & Company entstand.
Am 23. März 1920 lief die Scythia bei Vickers Ltd. vom Stapel. Taufpatin war eine Mrs. Maxwell, die Ehefrau des Cunard-Direktors M. H. Maxwell. Der Dampfer wurde für den Passagierverkehr von Liverpool über Queenstown nach New York und Boston gebaut. Am 20. August 1921 legte das Schiff in Liverpool zu seiner Jungfernfahrt ab. Die Scythia blieb während der gesamten 1920er und 1930er Jahre in diesem Service. Ab Februar 1924 unternahm sie zudem Kreuzfahrten von New York in den Mittelmeerraum, was vor allem amerikanische Touristen ansprechen sollte.
Am 30. September 1923 kollidierte sie bei Nebel im Hafen von Queenstown mit der Cedric der White Star Line. Keines der Schiffe wurde ernsthaft beschädigt, aber die Scythia musste ihre Reise abbrechen und zur Inspektion nach Liverpool zurückkehren. Im April 1928 kamen König Amanullah Khan und Königin Soraya Tarzi von Afghanistan, die im Rahmen einer Europareise Großbritannien besuchten, an Bord der Scythia in Liverpool an. Am 7. Juli 1934 ereignete sich ein weiterer Unfall, als die Scythia beim Auslaufen aus Liverpool mit der Fähre Viking der Isle of Man Steam Packet Company zusammenstieß. Es gab keinen erheblichen Schaden, sodass sie ihre Fahrt wieder aufnehmen konnte.

## Zweiter Weltkrieg und die Zeit danach
Nach ihrer letzten Fahrt im Liverpool-New York-Service am 5. August 1939 wurde die Scythia von der Royal Navy angefordert und in einen Truppentransporter umgewandelt. Ihre erste Fahrt zu diesem Zweck begann am 1. Oktober 1940, als sie die 1st King’s Dragoon Guards, ein Kavallerieregiment der British Army, von Liverpool in den Mittleren Osten brachte. Danach brachte sie Flüchtlinge von Liverpool nach New York.
1942 nahm das Schiff an der Operation Torch in Nordafrika teil. Am 23. November 1942 wurde die Scythia mit 4300 Menschen an Bord bei einem Luftangriff von einem Lufttorpedo getroffen, wobei fünf Menschen ums Leben kamen. Die Besatzung schaffte es, das Schiff aus eigener Kraft in den Hafen von Algier zu bringen. Nach der Reparatur in New York im Januar 1943 wurde die Scythia für den Transport US-amerikanischer Truppen nach Europa verwendet. Nach Kriegsende brachte sie amerikanische Soldaten zurück in ihre Heimat, bevor sie nach Indien geschickt wurde, um britische Truppen nach Großbritannien zurückzuführen.
1946 absolvierte die Scythia ferner mehrere Fahrten von Liverpool nach Halifax als so genanntes „war bride ship“, wie Schiffe genannt wurden, die Ehefrauen und Kinder kanadischer Soldaten von Europa nach Kanada brachten. Eine der letzten Fahrten als Truppentransporter fand am 11. März 1948 statt, als die Scythia mit den Mitgliedern der 1st King’s Dragoon Guards an Bord nach Liverpool fuhr. Noch im selben Jahr wurde sie der International Refugee Organization übergeben, für die sie ab Oktober 1948 Flüchtlinge von Europa nach Kanada transportierte und dabei mehrere Überfahrten von Cuxhaven über Le Havre nach Québec durchführte.
Im November 1949 wurden die Passagierunterkünfte bei John Brown & Company umgebaut, sodass von da an Platz für 248 Reisende in der Ersten Klasse und 630 in der Touristenklasse war. Am 17. August 1950 legte die Scythia zu ihrer ersten Nachkriegsfahrt als Passagierschiff von London nach London und Québec ab. Am 10. April 1951 wurde das Schiff auf die Route Southampton–Le Havre–Québec umgesetzt. Nach einer letzten Fahrt von Liverpool über Queenstown nach New York am 5. Oktober 1957 lief die Scythia am 24. Oktober 1957 zu ihrer ersten Fahrt im Dienst der kanadischen Regierung von Québec nach Rotterdam aus.
Die letzte Abfahrt des Dampfers fand am 11. Dezember 1957 in Halifax nach Le Havre, Rotterdam und Southampton statt. Danach wurde das Schiff zum Abbruch an die British Iron and Steel Corporation verkauft und unter dem Kommando seines letzten Kapitäns Geoffrey Thrippleton Marr (1908–1997) nach Inverkeithing gebracht, wo es am 23. Januar 1958 bei Thomas W. Ward Shipbreakers Ltd. abgewrackt wurde.